# Sturla Jónsson
Sturla Holm Jónsson (født 4. november 1966) er en islandsk lastbilchauffør og politiker. Sturla var leder af lastbilchaufførernes protester i Island 2008 og var fremtrædende i gryde og pande-revolutionen (massedemonstrationer på Island efter finanskrisen i 2008). Han stiftede partiet Framfaraflokkkurin ("Kør-fremad-partiet"), som han senere omdøbte til "Sturla Jónsson". Ved altingsvalget i 2013 opstillede han for partiet i Reykjavík Nord-kredsen, men blev ikke valgt ind.
Sturla har bekendtgjort sit kandidatur til præsidentvalget i 2016.

## Valgresultat
| Altingsvalg | antal stemmer | % stemmeandel | mandater | +/– |
| ----------- | ------------- | ------------- | -------- | --- |
| 2013        | 222           | 0.12          | 0 / 63   | 0   |

## Henvsninger
1. ↑  Skoðanakönnun Vísis: Hvern vilt þú sjá sem næsta forseta Íslands? - Vísir